# لیالو
لیالو (به لاتین: Lyalevo) یک منطقهٔ مسکونی در بلغارستان است که در استان بلاگووگراد واقع شده‌است.